# Ludwika Henrietta de Bourbon-Conti
Ludwika Henrietta de Bourbon, znana jako Mademoiselle de Conti (ur. 20 czerwca 1726, w Paryżu  – zm. 9 lutego 1759) – księżniczka Conti i Étampes, potem poprzez małżeństwo księżna Chartres (1743–1752) i księżna Orleanu (1752–1759).
Była jedyną córką księcia Ludwika Armanda II de Bourbon-Conti i jego żony-kuzynki - Ludwiki Elżbiety Bourbon-Condé. 17 grudnia 1743 poślubiła swojego kuzyna - księcia Chartres (przyszłego księcia Orleanu) Ludwika Filipa. Ojciec jej małżonka - książę Orleanu, zwany Pobożnym miał ogromne problemy ze znalezieniem dla swojego syna odpowiedniej kandydatki na żonę - ostatecznie zaakceptował Ludwikę Henriettę, mimo że nie pochodziła ze znakomitego rodu (np. królewskiego). Pobożnemu księciu Orleanu wydawało się, że Ludwika Henrietta jest uosobieniem wszystkich chrześnijańskich cnót, ponieważ wychowywała się w zakonie. W przyszłości miało się okazać, że książę źle ją ocenił. Ludwika Henrietta spowodowała wiele skandalów swoim złym prowadzeniem się, a jej małżonek zaczął ją zdradzać - był nawet w stałym związku z aktorką panną Le Marquis, która mu urodziła pięcioro nieślubnych dzieci, wychowywanych jak członkowie rodziny w Palais-Royal.

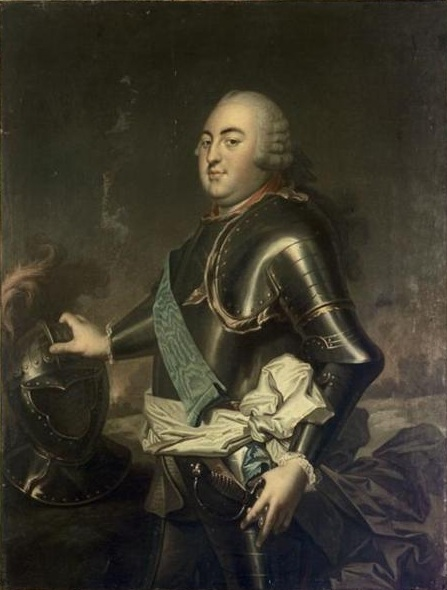
Mąż Ludwiki Henrietty - Ludwik Filip zwany Grubym

## Potomstwo
Małżeństwo Ludwiki Henrietty z Ludwikiem Filipem nie należało do szczęśliwych, para miała troje dzieci:
- córkę (ur. i zm. 1745),
- Ludwika Filipa Józefa (1747–1793), księcia Orleanu, znanego jako Philippe-Égalité,
- Ludwikę Marię Teresę Matyldę (1750–1822), żonę Ludwika Henryka, ostatniego księcia de Bourbon i księcia de Condé.

Ludwika Henrietta zmarła młodo, w wieku 33 lat - podobno z powodu jej skandalicznego stylu życia. Syn Ludwiki Henrietty - Philippe-Égalité podczas Wielkiej Rewolucji Francuskiej nie miał skrupułów aby przypodobać się rewolucjonistom i publicznie oświadczył, że jego biologicznym ojcem nie był książę Orleanu, ale woźnica, służący w Palais-Royal. Było to oświadczenie absurdalne, ponieważ Philippe-Égalité i jego ojciec byli do siebie uderzająco podobni.